# Islam Bibi
Islam Bibi (1974-2013) fue una mujer policía en Afganistán, en la provincia de Helmand. El cuartel de la policía de Helmand se encontraba en el corazón de una de las zonas más inseguras del país. También fue pionera en la lucha por el feminismo.
Bibi nació en la provincia de Kunduz en 1974. Estaba refugiada en Irán cuando los talibanes tomaron el control de Afganistán en la década de 1990. Regresó a Afganistán en 2001, donde se dedicó a cuidar de su familia en casa antes de unirse a la policía, ante la oposición de su familia conservadora. La cultura islámica tradicional considera que las mujeres deben trabajar solo en el hogar y si trabajan fuera y con hombres es una deshonra para la familia. Por lo tanto, su hermano trató de matarla en un crimen de honor.

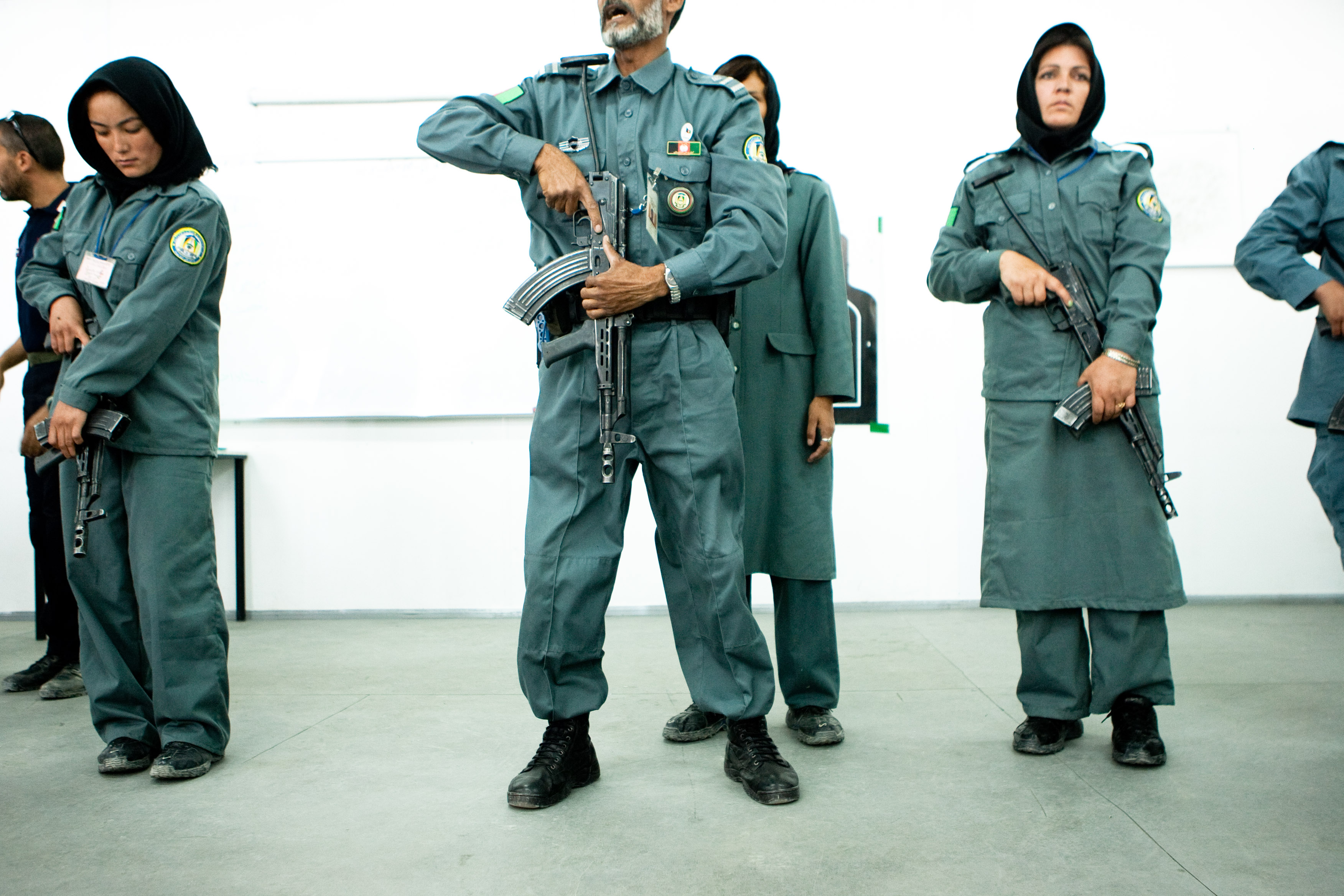
Mujeres policías en Afganistán en 2010.

Bibi se unió a la policía en 2003 y rápidamente ascendió a teniente segunda e informaba directamente al liderazgo del CID. Este era un logro extraordinario. Era la mujer policía de más alto rango en ese momento. Después de convertirse en policía, durante los dos años siguientes recibió constantes amenazas de muerte. También dirigió un escuadrón de 35 mujeres policías bajo su mando. Era uno de los escuadrones policiales más numerosos en Afganistán. Su trabajo incluía perseguir a los talibanes, buscar atacantes suicidas disfrazados bajo burkas y ser duranta búsquedas domiciliarias las primeras en entrar en las habitaciones de las mujeres, donde no se permitía el paso a agentes de policía varones. Como policías, las mujeres se cubrían la cabeza y cabello con pañuelos negros, usaban botas cerradas y, en algunos casos, lucían uniformes masculinos. Human Rights Watch informó que las mujeres policías a menudo experimentaban acoso sexual y abuso verbal por parte de sus homólogos masculinos, en parte porque ni siquiera contaban con instalaciones básicas. Había muy pocos baños femeninos en todas las comisarías de policía en Afganistán y las mujeres que se atrevían a usar los baños de hombres eran muy vulnerables al acoso.
Bibi, mujer casada y madre de seis hijos, recibió un disparo cuando salía de su casa el 4 de julio de 2013 por la mañana. Fue tiroteada cuando conducía una motocicleta con su yerno en Lashkar Gah, la capital de la provincia de Helmand. Fue gravemente herida y murió de las heridas en la sala de emergencias del hospital. No se inició ninguna investigación para averiguar quién fue el responsable del tiroteo.